# Tudorel Baicu
Tudorel Baicu (n. 6 septembrie 1931, Brăila – d. 27 iulie 1996) a fost un specialist român în fitofarmacie și fitoterapie, recunoscut pentru contribuțiile sale la combaterea bolilor și dăunătorilor plantelor, dezvoltarea metodelor de testare a pesticidelor și promovarea combaterii integrate. A activat timp de patru decenii (1956–1996) la Institutul de Cercetări Agricole (ICAR), Institutul de Cercetări Horticole (ICHV) și Institutul de Cercetări pentru Protecția Plantelor (ICPP), unde a fost director științific și general. A publicat aproape 200 de lucrări științifice, 25 de cărți și broșuri, obținând 18 brevete de invenție. A fost membru titular al Academiei de Științe Agricole și Silvice (ASAS) și laureat al mai multor ordine și medalii.

## Biografie
Copilărie și educație  
Tudorel Baicu s-a născut la 6 septembrie 1931 în Brăila, într-o familie modestă, cu tatăl fochist la CFR și mama casnică. A urmat școala primară și Liceul „Nicolae Bălcescu” din Brăila, unde s-a remarcat ca elev eminent. În 1950, a fost admis la Facultatea de Agronomie din Cluj-Napoca, absolvind anul I cu note maxime. A primit o bursă pentru a studia la Institutul Agronomic din Odesa (1951–1956), obținând rezultate remarcabile. La absolvire, a prezentat lucrarea „Obținerea a două recolte de cartof într-un singur an”. A susținut teza de doctorat în 1964, sub îndrumarea academicianului Eugen Rădulescu, la Institutul Central de Cercetări Agricole (ICCA). S-a specializat la Stațiunea de Fitofarmacie din Versailles, Franța (1964–1965). 
Carieră profesională  
În 1956, a fost angajat la ICAR, Secția de Fitopatologie, în Laboratorul de analize biologice, sub conducerea dr. Vera Bontea. În 1960, a devenit director al Bazei Experimentale Băneasa a ICHV. Din 1962, a fost șef de laborator la Secția de Protecția Plantelor a ICCA. În 1969, a fost numit director științific al Institutului de Cercetări pentru Protecția Plantelor (ICPP), iar în 1981, director general, funcție deținută până în 1996. A coordonat cercetările în fitofarmacie și fitoterapie, elaborând metode de testare a pesticidelor și promovând combaterea integrată. A participat la peste 20 de manifestări științifice internaționale în Atena, Praga, Paris, Belgrad, Moscova, Polonia, Bulgaria, Ungaria, Suedia și Germania. 

## Activitate științifică
Tudorel Baicu a publicat aproape 200 de lucrări științifice, 100 de articole practice și 25 de cărți și broșuri, contribuind la dezvoltarea fitofarmaciei și fitoterapiei în România. A obținut 18 brevete de invenție, abordând combaterea bolilor, fitotoxicitatea, proprietățile pesticidelor și combaterea integrată. 
Combaterea bolilor plantelor  
A studiat combaterea bolilor la vița de vie, măr, castraveți, dovlecei și cereale, publicând lucrări precum „Combaterea manei la vița de vie cu diferite produse fungicide” (1959), „Combaterea rapănului la măr” (1964) și „Combaterea bolilor cerealelor în perioada de vegetație” (1977). A introdus tratamente chimice pentru bolile foliare ale cerealelor păioase. 
Fitotoxicitate și rezistența la pesticide  
A cercetat reziduurile de pesticide și rezistența agenților patogeni, publicând „Cercetări preliminare asupra reziduurilor de paration pe fructe” (1962), „Fenomenele de fitotoxicitate și clasificarea lor” (1978) și „Rezistența organismelor dăunătoare la pesticide”. A efectuat studii privind efectele pesticidelor asupra mediului, contribuind la reducerea poluării. 
Proprietăți fizico-chimice și amestecuri sinergice  
A analizat proprietățile insectofungicidelor și eficacitatea amestecurilor sinergice, publicând „Eficacitatea fungicidelor ditiocarbamice” (1964), „Studiul unor amestecuri de fungicide sinergice” (1970) și „Efectul sinergic al amestecului tiofanat metil cu mancozeb” (1981). A obținut șapte brevete pentru amestecuri de fungicide. 
Combaterea integrată și agrodisponibilitate  
A promovat combaterea integrată, elaborând opt reguli de bază pentru sistemele de combatere. A introdus conceptul de „agrodisponibilitate” și a studiat aplicarea pesticidelor în volum redus și ultraredus, publicând „Combaterea integrată în protecția plantelor” (1978) și „Sisteme de combatere integrată pe culturi” (1984). A obținut 11 brevete pentru tratamente cu volum redus. 

## Activitate didactică
După 1990, a predat la Universitatea Ecologică București, fiind autorul manualului „Fitopatologie agricolă” (1996, cu Tatiana Șesan). A îndrumat doctoranzi din Vietnam, Irak, Egipt, China, Bangladesh și Pakistan și a participat la 20 de comisii de doctorat. 

## Activitate managerială
Tudorel Baicu a ocupat funcții de conducere:
- Director al Bazei Experimentale Băneasa, ICHV (1960–1962).
- Șef de laborator, Secția de Protecția Plantelor, ICCA (1962–1969).
- Director științific (1969–1981) și director general (1981–1996) al ICPP.
- Președinte al secției „Sisteme integrate de combatere” a Organizației Internaționale de Luptă Biologică, secția Est Paleoarctică (1978).
- Coordonator CAER pentru elaborarea sistemelor de combatere integrată.

A elaborat 26 de studii despre agricultura franceză în perioada 1965–1967, ca membru al Ambasadei României la Paris. 

## Lucrări
Tudorel Baicu a publicat aproape 200 de lucrări științifice și 25 de cărți și broșuri. Dintre lucrările reprezentative:
- „Fitotoxicitatea unor fungicide pentru piersic și a merfazinului pentru păr” (cu Al. V. Alexandri), Lucrări Științifice, ICHV, 1959–1961
- „Încercarea unor fungicide pentru combaterea manei la vița de vie” (cu N. Minoiu), Grădina, via și Livada, nr. 5, 1960
- „Bolile legumelor cultivate în serele și răsadnițele acoperite cu materiale plastice”, Grădina, via și Livada, nr. 3, 1961
- „Cercetări asupra unor produse fungicide noi pentru combaterea manei la vița de vie”, Lucrări științifice ICHV, vol. VI, 1962
- „Cercetări preliminare asupra reziduurilor de paration la fructe”, Studii și cercetări de biologie, tom. XIV, nr. 4, 1962
- „Studiul eficacității unor fungicide ditiocarbamice”, Autoreferat IANB, 1964
- „Cercetări asupra acțiunii fungicidelor față de unele plante horticole”, Simpozion de agrochimie, vol. II, 1964
- „Combaterea făinării la măr cu diferite produse fungicide” (cu N. Minoiu și E. Gheorghiu), Analele ICPP, nr. VI, 1968
- „Contribuții la studiul acțiunii biologice a manebului în amestec cu alte fungicide”, Analele ICPP, vol. VI, 1968
- „Culegere de metode pentru testarea produselor fitofarmaceutice”, CIDAS, 1968
- „Les efects des produits phitopharmaceutiques sur la qualité des produits végétaux” (cu Velicica Davidescu), Le III-e Congres mondial de la Rectrerches Agronomique, Roma, 1969
- „Studiul unor amestecuri de fungicide sinergice” (cu Șt. Florea), Analele ICPP, vol. VIII, 1970
- „Acțiunea sistemică a unor fungicide față de fuzarioza tomatelor” (cu E. Goga), Analele ICPP, vol. IX, 1971
- „Aderența pesticidelor pe semințe” (cu V. Diaconu), Analele ICPP, vol. X, 1972
- „Îndrumător pentru folosirea pesticidelor” (cu Al. V. Alexandri), Editura Ceres, 1973
- „Tratarea grâului de sămânță cu produse complexe” (cu M. Năgler, M. Rășcănescu și Fl. Paulian), Analele ICPP, vol. IX, 1973
- „Aspecte privind biologia și combaterea moniliozei vișinului” (cu N. Minoiu, M. Nagler), Lucrări Științifice ICP Mărăcineni, 1973
- „Amestecuri sinergice de insecticide” (cu R. Grigorescu), Analele ICPP, vol. XI, 1973
- „O metodă rapidă pentru testarea acțiunii sinergice a erbicidelor” (cu Elena Bucur), Analele ICPP, vol. X.1, 1973
- „Acțiunea antivirală a unor compuși tensioactivi”, Buletin ASAS, nr. 2, 1974
- „Acțiunea inhibitoare a unor compuși tensioactivi asupra virusurilor mozaicului tutunului” (cu A. Jilăveanu), Buletin informativ ASAS, nr. 3, 1974
- „Chimioterapia bolilor produse de virusuri la plante” (cu A. Jilăveanu), Probleme de protecția plantelor, vol. III, nr. 8, 1975
- „Utilizarea pesticidelor pentru tratamente cu volum redus și ultraredus” (cu N. Nădejde), Conferința Chimizarea agriculturii, București, 1976
- „Combaterea bolilor grâului cu fungicide aplicate în perioada de vegetație”, Revista producția vegetală, cereale și plante tehnice, nr. 5-6, 1977
- „Combaterea integrată în producția plantelor” (cu A. Săvescu), Editura Ceres, 1978
- „Testarea produselor fitofarmaceutice”, CDMPA, 1979
- „Etude biologique des associations de carbaryl, avec les insecticides organophosporique” (cu R. Grigorescu), București ASAS, nr. 9, 1979
- „Cercetări asupra agrodisponibilității pesticidelor, stabilirea metodelor de determinare” (cu A. Caramete), Analele ICPP, vol. XXV, 1979
- „Combaterea integrată a bolilor și dăunătorilor în cadrul ecosistemului”, Adunarea generală ASAS, 1979
- „Aspecte actuale ale tehnologiei de aplicare a tratamentelor de protecția plantelor pe cale aeriană” (cu N. Nădejde), Revista producția vegetală, cereale și plante tehnice, nr. 5, 1980
- „Selectivitatea pesticidelor”, Simpozion Omul și biosfera, Cluj, 1980
- „Fungicide noi și amestecuri pentru combaterea bolilor foliare ale cerealelor” (cu El. Goga), Analele ICPP, vol. XVI, 1981
- „Pesticidele și homeostazia ecosistemelor”, Simpozion național de ecologie, Constanța, 1981
- „Combaterea integrată a bolilor și dăunătorilor, limitarea poluării cu pesticide”, Editura Ceres, 1982
- „Elemente noi de combatere integrată a dăunătorilor și bolilor la sfecla de zahăr” (cu M. Ionescu), Lucrări Științifice ICPZISD, 1983
- „Sisteme de combatere integrată pe culturi”, Editura Ceres, 1984
- „Perspective în combaterea biologică a bolilor și dăunătorilor plantelor agricole”, Editura tehnică agricolă, 1992
- „Fitopatologie agricolă” (cu Tatiana Șesan), Editura Ceres, 1996

## Premii și distincții
- Medalia „Meritul științific”
- Medalia „26 de ani de la Proclamarea Republicii Populare Române”
- Medalia „30 de ani de la eliberarea României de sub dominația fascistă”
- Ordinul „Meritul agricol”
- Ordinul „Muncii, clasa a III-a”
- Medalia „În cinstea încheierii colectivizării agriculturii” (1962)
- 18 brevete de invenție (7 pentru amestecuri de fungicide, 11 pentru tratamente cu volum redus și ultraredus)

## Afilieri
- Membru titular al Academiei de Științe Agricole și Silvice (1969)
- Membru al Societății Franceze de Fitofarmacie și Fitoterapie (1964–1973)
- Membru al Colegiului de redacție al revistei „Archiv für Pflanzenschutz” (Germania, 1973)
- Membru al Informațional Buletin VPS/MOB3 (Moscova)
- Membru al Consiliului CAER pentru cercetări de pesticide (Poznań, Polonia)
- Președinte al secției „Sisteme integrate de combatere” a Organizației Internaționale de Luptă Biologică, secția Est Paleoarctică (1978)
- Membru al Comitetului Executiv al OILB, secția Est Paleoarctică (1984)